# 하라이고촌
하라이고촌(祓郷村)은 후쿠오카현 미야코군에 있던 촌이다. 현재의 , 유쿠하시시, 미야코정의 일부에 해당한다.